# CGC Viareggio 1991-1992
Questa voce raccoglie le informazioni riguardanti del CGC Viareggio nelle competizioni ufficiali della stagione 1991-1992.

## Stagione
Diciassettesimo campionato di Serie A1. Vengono ceduti i due stranieri e Pardini cambia squadra. Portiere titolare è Giacomo Bertuccelli, viareggino campione d'Italia con il Seregno. Praticamente squadra tutta viareggina ad eccezione di Alessandro Barsi dalla vicina Forte dei Marmi. Il bilancio non permette stranieri. Con molta soddisfazione viene accolto il sesto posto finale. I play-off sono stati centrati finalmente, dopo la delusione dell'anno precedente.
Al primo turno il CGC elimina Hockey Lodi, prima in A2, con molta sofferenza. In molti pensano che il campionato sia finito qui perché ai quarti c'è il solito Novara. A sorpresa il Viareggio batte il Novara per 2-1 (rete di Dolce nei tempi regolari e Giovannoni nel supplementare) nel gara di andata in Piemonte. Al ritorno, a Viareggio, il CGC vince per 4-3 (reti Dolce, Bertolucci, Giovannoni, Bertolucci) e si qualifica per la semifinale per la seconda volta nella sua storia. Il Roller Monza dilaga per 6-0 all'andata e al ritorno a Viareggio vince al supplementare per 6-5. A testa alta il CGC Viareggio esce di scena dopo aver sognato la finale.

## Maglie e sponsor
| 1ª divisa | 2ª divisa |

## Organico

### Giocatori
Dati tratti dal sito internet ufficiale della Federazione Italiana Sport Rotellistici.
| N° | Naz.              | Ruolo | Sportivo              |  |  |  |
| -- | ----------------- | ----- | --------------------- |  |  |  |
|    | Italia (bandiera) | P     | Giacomo Bertuccelli   |  |  |  |
|    | Italia (bandiera) | P     | Barsottelli           |  |  |  |
|    | Italia (bandiera) | E     | Alberto Vecoli        |  |  |  |
|    | Italia (bandiera) | E     | Alessandro Barsi      |  |  |  |
|    | Italia (bandiera) | E     | Alessandro Giovannoni |  |  |  |
|    | Italia (bandiera) | E     | Emanuele Giordani     |  |  |  |
|    | Italia (bandiera) | E     | Rossano Da Prato      |  |  |  |
|    | Italia (bandiera) | E     | Francesco Dolce       |  |  |  |
|    | Italia (bandiera) | E     | Alberto Orlandi       |  |  |  |
|    | Italia (bandiera) | E     | Mirko Bertolucci      |  |  |  |